# Олга Царевић
Проф. др Олга Царевић (Нови Сад, 9. април 1925 — 12. јануар 2021) била је биохемичарка, научна радница и хуманитарка.

## Биографија
Основну и средњу школу завршила је у Новом Саду. Године 1945. уписала се на Фармацеутски факултет у Загребу на коме је дипломирала 1951. године. Докторат наука стекла је 1961. године из медицинске биохемије, а хабилитирала је 1964. године и постала доцент и научни сарадник. Године 1974. изабрана је за вишу научну сарадницу, а 1979. године за научну саветницу и редовног универзитетског професора.

### Рад
Радила је у Заводу за фармакологију и токсикологију Ветеринарског факултета у Загребу, била је водитељ Групе за медицинску биохемију на Институту „Руђер Бошковић“, а затим научна саветница у Заводу за заштиту здравља града Загреба. Објавила је осамдесет и седам научних радова у земљи и иностранству и одржала бројна конгресна саопштења. Предавала је на Ветеринарском факултету, Медицинском факултету и у Центру за постдипломске студије на Универзитету у Загребу. Била је ментор више магистарских и докторских радова из подручја природних наука.
Године 1967. и 1968. радила је на Универзитету у Бирмингему у својству ванредног профессора. Године 1970. и 1971. борави неколико месеци у Лоуваину и учествује у истраживањима Групе за лизосоме у Белгији са др  Кристијаном де Дувеом, добитником Нобелове награде за медицину. Године 1974, 1976. и 1978. проводи краће време на Универзитету Рокфелер у Њујорку и Харвардском универзитету у Бостону, а 1974. године на Каролинска Универзитету у Стокхолму.
Одласком у пензију 1989. године наставила је научно-истраживачки рад у Секцији за промет и екологију Знанственога Савета за промет ХАЗУ, на подручју токсичних ефеката емитованих материја из моторних возила на анималну станицу. Кроз то време објавила је девет научних радова у нашим и иностраним научним часописима.

### Чланство
Чланица је Европског токсиколошког друштва од 1982. године, Научног Савета за промет ЈАЗУ од 1987. године, почасна чланица је Међународног друштва за проучавање ксенобиотика од 1990. године и редовна чланица Њујоршке академије наука од 1993. године. Била је изабрана за члана Одбора за подизање спомен-плоче Стјепану Радићу (1992), Одбора за стратегију научног и културног развитка (1992), Хрватске лиге за мир (1992), Хрватског пагвашкога друштва (1992), Одбора за заштиту слободе мисли и људских права ХАЗУ (1992), Државног одбора за нормализацију хрватско-српских односа (1993) и Савета за мир и права човека ХАЗУ (1995).

### Признања
Године 1989. у Њујорку додељено јој је међународно признање за научни рад из области лизосомских истраживања, а 1994. године је примила Награду »Европски круг« за промовисање демократских вредности од Хрватског Вијећа Европског покрета у Загребу.
На Дан државности у Републици Хрватској, 25. јунa 1995. године, одликована је Редом Данице Хрватске с ликом Руђера Бошковића за научни рад.